# Prawitz Öberg
Hartwig Edmund Prawitz Öberg (ur. 16 listopada 1930, zm. 4 listopada 1995) – szwedzki piłkarz, pomocnik. Członek kadry na MŚ 58.
W latach 1957–1964 wystąpił w 26 meczach reprezentacji Szwecji i zdobył pięć bramek. Debiutował w spotkaniu z Finlandią 22 września 1957. Znajdował się w kadrze srebrnych medalistów mistrzostw świata rozgrywanych w jego ojczyźnie (bez gry). Przez większość kariery występował w klubie Malmö FF, wywalczył z nim tytuł mistrza kraju w 1953. W 1962 został laureatem nagrody Guldbollen („Złota Piłka”), przyznawanej przez pismo „Aftonbladet” i Szwedzki Związek Piłki Nożnej.